# Francs-Tireurs et Partisans
Os Francs-Tireurs et Partisans Français (FTPF), ou comummente, Francs-Tireurs et Partisans (FTP), foi uma organização da resistência armada criada por líderes do Partido Comunista Francês durante a Segunda Guerra Mundial (1939-45). O partido comunista tinha uma posição neutra no início, de acordo com a visão oficial da União Soviética que considerava que a guerra era uma luta entre os imperialistas, mas mudou para uma política de resistência armada contra a ocupação alemã da França após o fim da aliança soviético-alemã, quando a Alemanha invadiu a União Soviética em Junho de 1941. Foram formados três grupos, compostos por membros do partido, jovens comunistas e de trabalhadores estrangeiros. No início de 1942, os grupos uniram-se para formar o FTP, que levou a cabo as sabotagens e os assassinatos da ocupação. O FTP tornou-se no mais organizado e eficaz grupo da Resistência francesa. Em Março de 1944, antes de as forças Aliadas voltarem para a Normandia, o FTP foi teoricamente fundido com outros grupos da Resistência. Na prática, manteve a sua independência até o final da guerra.